# Diporiphora linga
Diporiphora linga är en ödleart som beskrevs av  Houston 1977. Diporiphora linga ingår i släktet Diporiphora och familjen agamer. IUCN kategoriserar arten globalt som livskraftig. Inga underarter finns listade i Catalogue of Life.